# 杉本愛莉鈴
杉本 愛莉鈴（すぎもと まりり、2000年8月4日 - ）は、日本の女性アイドル、グラビアアイドル。女性アイドルグループ・LUCYのメンバー（「マリリン」名義）、さくら学院の元メンバーである。広島県出身。アミューズを経て、エイジアプロモーション所属。

## 来歴
2004年、4歳でアクターズスクール広島（ASH）に入学（12期生）。杉本と、石野理子、橋本茜、段原瑠々の4人で「マリアル」というユニットを組んで活動していた。ASHにはさくら学院に転入する頃まで所属していた。
2010年に『ニコ☆プチ』の2010年12月号に読者モデルとして初登場する。
2011年に「シンデレラオーディション2010」で準グランプリを獲得する。2011年12月号より専属モデル（プチモ）となる。
2012年に『ニコ☆プチ』2012年4月号にて初めて表紙を飾る。5月に行われた「さくら学院 2012年度 転入式」で野津友那乃、大賀咲希と共にアミューズの女性アイドルグループさくら学院に転入（加入）する。
2013年3月、モデルの道に専念するため1年でさくら学院を卒業した。
2014年6月号の『ニコ☆プチ』にて専属モデルを卒業した。『ニコ☆プチ』での通算表紙回数は3回だった。同年、「第22回ピチレモンモデルオーディション」でグランプリを獲得し、8月号より『ピチレモン』の専属モデル（ピチモ）となる。『ピチレモン』2015年1月号にて初めて表紙を飾る、『ピチレモン』での表紙回数は3回。
2015年にピチレモンが2015年12月号で休刊したことに伴い同誌の専属モデルを卒業。その後「復刊」した『LOVE berry』 (vol.1) にモデル（ベリモ）として移籍した。
2016年6月にアミューズとの契約終了。
2017年10月にエイジアプロモーションに所属したことを発表した。
2018年6月、ヤングジャンプ『制コレ18（いちはち）』にエントリー。30号で表紙、31号で水着グラビアが掲載された。10月、同誌選抜メンバーに選出。
2022年4月19日に発売した週刊FLASHから本格的にグラビア活動を再開した。
2023年3月24日、駒澤大学を卒業。
同年12月18日、集英社のデジタルコンテンツから選出される「グラジャパ!アワード2023」でYouTube賞受賞。
2024年9月21日、LUCYのメンバー「マリリン」としてプレデビュー。

## 人物
下の名前の由来はマリリン・モンローである。ピチモ時代の愛称も「まりりん」だった。これは母親がモンローの大ファンで、産まれた記念に「シャネルNo.5」をプレゼントした、家の冷蔵庫にポスターが貼ってあったなどの逸話がある。自身も大きく影響を受けており、大学卒業論文のテーマに「マリリン・モンロー」を選び、モデルからグラビアアイドルへの転身を図ったのも「いずれはセックスシンボルになりたい」と思ったからとしている。
中学入学まで広島で育ち、仕事の度に東京に来る生活を送っていた。親の転勤もあり、中学以降は東京で生活。弟と妹がいる。転入当初は校内に『ニコプチ』読者が多く、ざわついていたという。
好きな食べ物はお好み焼き。
趣味はファッション、お菓子作り、広島東洋カープ。
特技は似顔絵、歌うこと、ネイルアート。ダンス。
幼稚園時代からカープ女子。
小学6年時点で身長が160cmを超えており、当時所属していたさくら学院では最年少でありながら一番の長身だった。モデル活動のため自主的に食事制限しており、給食も半分しか食べなかった。専属モデル卒業とともに友達と食事に行く機会が増え、身長に見合う増量となり、胸も大きくなったという。
元モーニング娘。の鞘師里保はアクターズスクール広島の同期。
杉本と同時期にアクターズスクール広島に在籍し、後にさくら学院として共に活動した中元すず香は、杉本にとって憧れの存在だった。
2022年4月にグラビア活動を再開した際には、高校時代の男子から「同級生がグラビアアイドルになってくれて嬉しい！夢をありがとう！」と応援された。

## 出演

### 映画
- 傷だらけの悪魔（2017年2月4日、KADOKAWA） - 神谷ちはる 役
- 劇場版 ほんとうにあった怖い話 2018（2018年9月8日、パル企画）
- 13月の女の子（2020年8月15日、チーズfilm） - 蓮沼鈴 役

### ドラマ
- 伝説の頭 翔 第4話（2024年8月9日、テレビ朝日）

### 舞台
- 多賀丸叙伝（2017年4月20日 - 23日、キンケロ・シアター） - 茜 役[28]
- ミュージカル「TOP’S & BOTTOM’S～二つの心と一つの未来～」（2018年8月7日、赤坂BLITZ）[29]
- 東京倶楽部 公演「欲望の街 ノットサティスファイド」（2019年6月5日 - 9日、ブディストホール）[30] - 主演[31]
- 13月の女の子（2019年6月28日 - 7月7日、シアターモリエール）※Bチーム[32]
- 五反田タイガー 14th Stage「ペインティング・バーレスク〜天使がいた場所〜」（2024年2月28日 - 3月3日、六行会ホール）[33]

### ラジオ
- オレたちゴチャ・まぜっ!〜集まれヤンヤン〜（2019年4月21日 - 2020年4月18日、MBSラジオ） - ヤンヤンガールズ11期生
- よゐこ有野のノーギャラジオ（2023年2月12日、MBSラジオ）[34]

### 広告
- バンダイ 変身マント（パッケージ＆Webモデル）[1]
- SuperGroupies（Webモデル）[1]
- Qpop カタログモデル[1]
- ナルミヤ「BLUE CROSS girls」冬カタログ[1]

### インターネット
- Pichileパラダイス（2015年10月30日、AmebaFRESH!）[35]
- 超十代TV（2016年8月11日、FRESH!）[36]
- LOVE berry vol.3発売記念！夏休み特別企画「ラブベモデル原宿竹下通りに集合♪」（2016年8月26日、FRESH!）[37]
- LOVE berry vol.4発売記念！「ラブベモデル原宿竹下通りに集合♪」（2016年10月23日、FRESH!）[37]
- 超十代TV（2017年2月18日、FRESH!）[38]
- LOVE berry vol.6発売記念！「ラブベモデル原宿竹下通りに集合♪」（2017年3月5日、FRESH!）[37]
- LOVE berry vol.8発売記念！「ラブベモデル原宿竹下通りに集合♪」（2017年7月2日、FRESH!）[37]
- LOVE berry vol.9発売記念！「ラブベモデル原宿竹下通りに集合♪」（2017年9月3日、FRESH!）[37]

### 配信ドラマ
- ギルガメッシュFIGHT（2022年12月25日〈予定〉 - 、Paravi） - 石川あゆみ 役[39]

### ラウンドガール
| 年     | 大会名 | ユニット名  | 他メンバー                                                       |
| ------ | ------ | ----------- | ---------------------------------------------------------------- |
| 2024年 | Krush  | Krush GIRLS | 冨樫秋穂、成沢紫音、瀬戸なみ、荻野心、百田汐里                   |
| 2025年 | Krush  | Krush GIRLS | 冨樫秋穂、瀬戸なみ、荻野心、百田汐里、田丸りさ、橘舞、小坂田純奈 |

### その他
- ピチレモン ガールズフェス in 広島（2014年8月14日、イオンモール広島府中 1Fスターギャラリー）[40]
- ピチレモン・キラピチガールズフェス in 2015（2015年1月11日、さいたまスーパーアリーナ）[41]
- 読書開放日 in 亀有! ピチモと一緒にLet's Party!（2015年4月5日、イトーヨーカドーアリオ亀有）[42]
- 超十代 - ULTRA TEENS FES - 2016（2016年3月29日、幕張メッセ 国際展示場 5・6ホール）[43]
- 超十代夏期講習 2016（2016年8月23日、青山学院大学 IVY HALL）[44]
- LOVE berry vol.4発売記念イベント（2016年11月6日、イオンモール多摩平の森1F センターコート）[45]
- 超十代 - ULTRA TEENS FES - 2017@TOKYO（2017年3月28日、幕張メッセ 国際展示場 6・7ホール）[46][47]

## 書籍

### 雑誌連載
- ニコ☆プチ（2011年12月号[注 8] - 2014年6月号、新潮社） - 専属モデル
- ピチレモン（2014年8月号 - 2015年12月号、学研プラス） - 専属モデル
- LOVE berry（2016年1月 - 2018年1月、徳間書店） - レギュラーモデル

### 電子写真集
- あなたが好きな小説の主人公に私はなりたい。（2019年3月14日、集英社）[48][49]
- やっと見つけた。（2022年5月20日、光文社）[50]
- RELAX（2022年8月22日、集英社）[51]
- Private roman（2022年10月28日、白夜書房）[52]
- endless summer（2022年11月25日、東京ニュース通信社）[53]
- いつも、この場所で。（2023年1月13日、主婦の友社）[54]
- 君を好きになってもいいですか?（2023年3月23日、集英社）[55]
- 今だからこそ（2023年4月17日、集英社）[56]
- Next Level（2023年6月6日、双葉社）[57]
- 誘惑のマリー（2023年8月16日、双葉社）[58]
- まりりんとしっぽり湯けむり旅（2024年7月29日、小学館）[59]
- むき出しの色香（2024年8月20日、光文社）[60]